# 3601 Velikhov
3601 Velikhov је астероид са средњом удаљеношћу од Сунца која износи 3,245 астрономских јединица (АЈ).
Апсолутна магнитуда астероида је 12,3.